# Gong Zhichao
Gong Zhichao (龚智超S, Gōng ZhìchāoP; Hunan, 15 dicembre 1977) è una giocatrice di badminton cinese, vincitrice della medaglia d'oro ai Giochi olimpici di Sydney 2000 nel singolo.

## Carriera
Nel 1998 ha vinto l'argento ai giochi asiatici, sempre nel singolare, perdendo dalla giapponese Kanako Yonekura in finale.
Due anni dopo conquista il titolo olimpico a Sydney sconfiggendo in finale la danese Camilla Martin.
Nella sua carriera si è aggiudicata anche due All England Open, due Japan Open e due Malaysia Open.